# Ingersheim, Baden-Württemberg
Ingersheim är en kommun och ort i Landkreis Ludwigsburg i regionen Stuttgart i Regierungsbezirk Stuttgart i förbundslandet Baden-Württemberg i Tyskland. Kommunen bildades 1 januari 1972 genom en sammanslagning av kommunerna Großingersheim och Kleiningersheim.
Kommunen ingår i kommunalförbundet Bietigheim-Bissingen tillsammans med staden Bietigheim-Bissingen och kommunen  Tamm.